# Maud Nycander

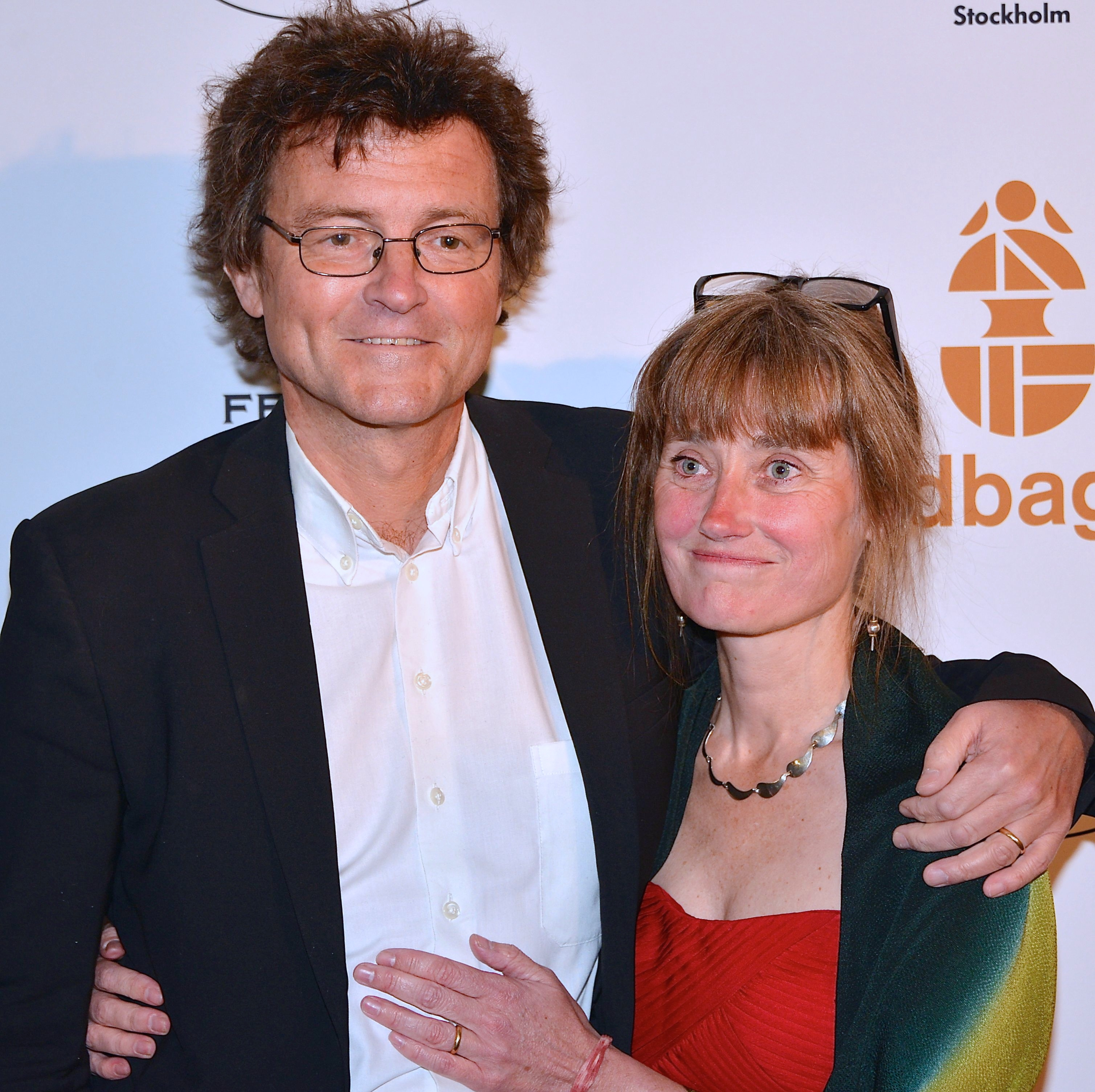
Lars Tunbjörk och Maud Nycander på Guldbaggegalan 2013

Maud Hanna Bodil Nycander, född 28 september 1960 i Järfälla norra kyrkobokföringsdistrikt, Stockholms län, är en svensk dokumentärfilmare och fotograf.

## Biografi
I filmen Brev till paradiset (1989) hade Maud Nycander en filmroll och agerade även stillbildsfotograf. Under 90-talet arbetade hon som reporter på samhällsprogrammet Elbyl som sändes på SVT.
Sedan 2001 är Maud Nycander en uppmärksammad dokumentärfilmare. 2008 vann hon en Guldbagge för bästa dokumentärfilm för Nunnan. 2012 blev hon tillsammans med Kristina Lindström tillfrågad om att göra dokumentären Palme. Filmen Guldbaggenominerades i tre kategorier: Bästa dokumentärfilm (Maud Nycander och Kristina Lindström), Bästa klippning (Andreas Jonsson, Hanna Lejonqvist, Niels Pagh Andersen) och Bästa musik (Benny Andersson), och vann i de två sistnämnda.
Vid två tillfällen har Maud Nycander porträtterat och arbetat med den lettiska fotografen Inta Ruka i Fotografen från Riga (2007) och Vägens ände (2013).

### Familj
Maud Nycander är dotter till journalisten Svante Nycander. Hon var sambo med fotografen Lars Tunbjörk (1956–2015) som hon yrkesmässigt samarbetat med vid flera tillfällen.